# Hilario Fernández Recio
Hilario Fernández Recio va ser un militar i carrabiner espanyol, que va participar en la Guerra civil.

## Biografia
Militar professional, va fer estudis en la Acadèmia d'Infanteria de Toledo i pertanyia a l'arma d'infanteria. Va arribar a participar en la Guerra d'Àfrica, servint en el batalló de caçadors de Figueres núm. 6 i en el Batalló de caçadors d'Àfrica núm. 9. Posteriorment va passar a prestar servei en el Cos de Carrabiners.
Al juliol 1936 ostentava el rang de capità de carrabiners i estava destinat en la 18a Comandància —corresponent a la província d'Oviedo—, si bé el 18 de juliol es trobava a Madrid. Després de l'esclat de la Guerra civil va organitzar noves unitats de carrabiners i més endavant manaria diverses unitats especials de Assalt. Al començament de 1937 va assumir el comandament de la 5a Brigada Mixta, en substitució del capità Fernando Sabio Dutoit. Al març d'aquest any seria nomenat cap de la 65a Brigada Mixta, amb la qual va tenir una participació rellevant en la batalla de Guadalajara. Posteriorment va assumir el comandament de les divisions 13a i 67a. Durant la contesa arribaria a aconseguir el rang de tinent coronel. El 12 de març de 1939 va assumir el comandament del III Cos d'Exèrcit, per nomenament del coronel Segismundo Casado.
Després del final de la contesa va ser detingut pels franquistes, sent represaliat i expulsat de l'exèrcit.